# Barytarbodes tenebrator
Barytarbodes tenebrator är en stekelart som först beskrevs av Aubert 1987.  Barytarbodes tenebrator ingår i släktet Barytarbodes och familjen brokparasitsteklar. Inga underarter finns listade.